# بیانیه قاهره

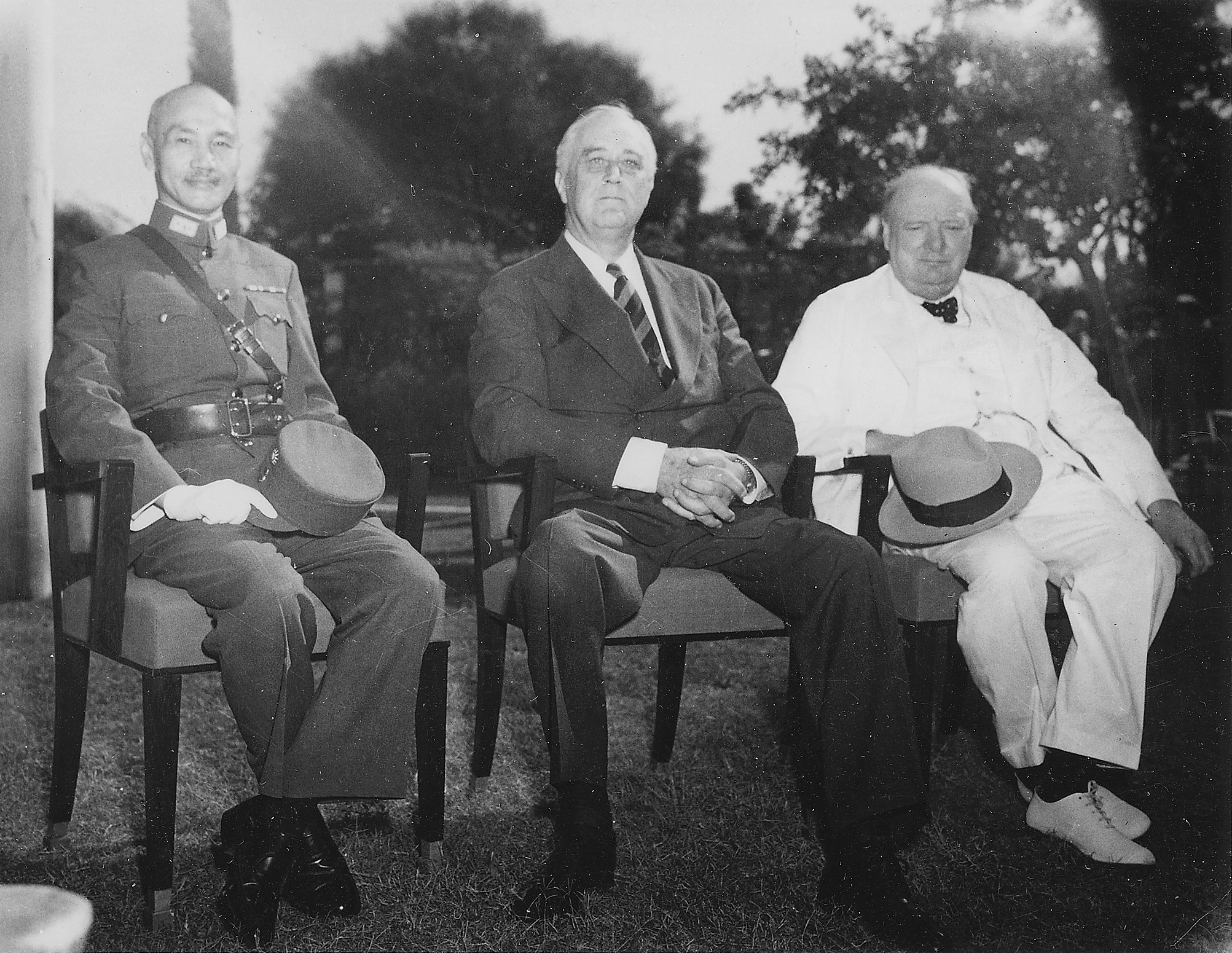
جنرالسیمو چیانگ کای‌شک، رئیس جمهور فرانکلین دلانو روزولت، و نخست وزیر وینستون چرچیل در کنفرانس قاهره به تاریخ

بیانیه قاهره در ۲۷ نوامبر ۱۹۴۳ با حضور جنرالسیمو چیانگ کای‌شک رهبر چین، رئیس جمهور آمریکا فرانکلین دلانو روزولت، و نخست‌وزیر بریتانیا وینستون چرچیل در نتیجه کنفرانس قاهره در قاهره مصر صادر شد. این بیانیه اصولی را که در منشور آتلانتیک برای اهداف جهان پس از جنگ جهانی دوم اعلام شده بود توسعه داد. در بند هشتم اعلان پوتسدام که در معاهده تسلیم ژاپن از آن استفاده شده بود به بیانیه قاهره ارجاع داده شده‌است.